# 新作板画展覧会
新作板画展覧会（しんさくはんがてんらんかい）とは大正時代から昭和時代初期にかけて開催された新版画の展覧会である。

## 概要
- 新作板画展覧会　大正10年（1921年）6月16日から6月20日まで、渡辺庄三郎がこれまでの成果を発表する場として日本橋白木屋呉服店階上において開催された。川瀬巴水39点、伊東深水25点、山村耕花11点、吉田博5点、伊藤総山、笠松紫浪、高橋松亭、バートレット、カペラリ、キース、レーモンド夫人らの作品を展示した。
- 新作板画第二回展覧会　大正11年（1922年）5月1日から5月7日まで日本橋白木屋階上にて開催された。
- 第三回現代創作木版画展覧会　昭和7年（1932年）4月17日から4月22日まで日本橋白木屋呉服店階上において開催された。伊東深水、川瀬巴水、名取春仙、織田一磨、伊藤孝之、高橋弘明、小原祥邨、石渡江逸、キースらによる版画300余点を展示した。